# Emebet Itaa Bedada
Emebet Itaa Bedada (ur. 11 stycznia 1990 w Wolisso) – etiopska lekkoatletka, specjalizująca się w biegach długich i średnich.
Jest wielokrotną medalistką mistrzostw Afryki juniorów i mistrzostw świata w biegach przełajowych w kategorii juniorek. W 2008 startowała na mistrzostwach Afryki seniorów, na których zajęła 7. miejsce w biegu na 1500 metrów. W 2012 zdobyła złoty medal mistrzostw świata w półmaratonie w konkurencji drużynowej.

## Osiągnięcia
| Rok  | Impreza                                   | Miejsce     | Konkurencja               | Lokata      | Wynik   |
| ---- | ----------------------------------------- | ----------- | ------------------------- | ----------- | ------- |
| 2005 | Mistrzostwa Afryki juniorów               | Radis       | bieg na 1500 metrów       | 3. miejsce  | 4:21,23 |
| 2006 | Mistrzostwa świata w biegach przełajowych | Fukuoka     | bieg juniorek             | 7. miejsce  | 20:05   |
| 2006 | Mistrzostwa świata w biegach przełajowych | Fukuoka     | bieg juniorek (drużynowo) | 2. miejsce  |         |
| 2006 | Mistrzostwa świata juniorów               | Pekin       | bieg na 1500 metrów       | 4. miejsce  | 4:12,94 |
| 2007 | Mistrzostwa świata w biegach przełajowych | Mombasa     | bieg juniorek             | 19. miejsce | 22:13   |
| 2007 | Mistrzostwa świata w biegach przełajowych | Mombasa     | bieg juniorek (drużynowo) | 3. miejsce  |         |
| 2007 | Mistrzostwa Afryki juniorów               | Wagadugu    | bieg na 1500 metrów       | 1. miejsce  | 4:17,39 |
| 2007 | Mistrzostwa Afryki juniorów               | Wagadugu    | bieg na 3000 metrów       | 1. miejsce  | 9:07,53 |
| 2008 | Mistrzostwa świata w biegach przełajowych | Edynburg    | bieg juniorek             | 3. miejsce  | 20:06   |
| 2008 | Mistrzostwa świata w biegach przełajowych | Edynburg    | bieg juniorek (drużynowo) | 1. miejsce  |         |
| 2008 | Mistrzostwa Afryki                        | Addis Abeba | bieg na 1500 metrów       | 7. miejsce  | 4:30,91 |
| 2012 | Mistrzostwa świata w półmaratonie         | Kawarna     | półmaraton                | 5. miejsce  | 1:10:01 |
| 2012 | Mistrzostwa świata w półmaratonie         | Kawarna     | półmaraton (drużynowo)    | 1. miejsce  | 3:27:52 |

## Rekordy życiowe
- Bieg na 1500 metrów – 4:08,50 (2007)
- Bieg na 3000 metrów – 8:49,25 (2009)
- Półmaraton – 1:09:56 (2013)
- Maraton – 2:25:53 (2013)